# Teixidor olivaci
El teixidor olivaci (Ploceus olivaceiceps) és un ocell de la família dels ploceids (Ploceidae).

## Hàbitat i distribució
Habita el bosc miombo a les muntanyes de extreme sud de Tanzània, Zàmbia, Malawi i nord i sud de Moçambic.